# Melilotus tauricus
Melilotus tauricus là một loài thực vật có hoa trong họ Đậu. Loài này được (M.Bieb.) Ser. miêu tả khoa học đầu tiên.